# Praepapilioninae
Sous-famille
Les Praepapilioninae sont une sous-famille éteinte de lépidoptères (papillons) de la famille des Papilionidae.
Elle ne comporte qu'un seul genre : Praepapilio Durden & Rose, 1978.